# Bandera de l'Iran
La bandera de l'Iran actual fou adoptada el 29 de juliol de 1980 i és un reflex dels canvis que va provocar la revolució islàmica. El disseny bàsic de la bandera, amb tres bandes horitzontals iguals, de color verd, blanc i vermell ha estat usat des de principis del segle xx.
A l'època imperial, el centre de la bandera portava el lleó, símbol de la força, que sostenia una espasa, símbol de l'islam, i el sol, símbol de l'antiga religió de l'Iran, el mitraisme. Després de la revolució i amb l'establiment de la república islàmica, s'hi va instal·lar un nou emblema que va substituir els atributs imperials. Aquest emblema és una versió estilitzada del mot Al·là. En efecte, les quatre llunes creixents s'assemblen a la forma escrita de déu en àrab i persa. Les cinc parts de l'emblema representen els cinc pilars de l'islam. A sota de l'espasa, a la part central, s'hi troba un taixdid que sembla una W. En àrab aquest símbol és usat per doblar una consonant, com per al mot Al·là. Per als autors aquest emblema té una forma de tulipa, símbol dels màrtirs, usat per recordar la gent morta per l'Iran. En efecte, és una creença antiga al país, fins i tot mitològica, que quan un home mor per la pàtria, una tulipa neix al lloc on és enterrat. L'emblema de l'Iran fou concebut per Hamid Nadimi i va ser aprovat per l'aiatol·là Ruhollah Khomeini el 9 de maig de 1980.
També es pot veure la semblança entre l'emblema de l'Iran amb el khandā, un símbol sikh que fa referència a armes blanques, com les espases i les dagues.
L'expressió estilitzada Al·lahu àkbar (الله اكبر), que significa "Déu és el més gran", apareix onze vegades a dalt i onze vegades a baix de la banda blanca, i simbolitza el dia de la revolució, que fou el 22 bahman (11 de febrer).
Els estàndards físics exactes de la bandera, la forma, l'emblema i a la regla algorítmica són descrits a la norma iraniana ISIRI 1.

## Altres banderes

Bandera de l'Iran entre 1964 i 1980
Bandera naval de l'Iran entre 1933 i 1980